# Albatros de Laysan
L'albatros de Laysan (Phoebastria immutabilis) és un gran ocell marí de la família dels diomedeids (Diomedeidae) que habita al Pacífic.
D'hàbits pelàgics, cria a les illes Hawaii, particularment a Laysan i l'atol Midway. Es dispersa a tot l'ample del Pacífic nord.